# European Rugby Champions Cup
European Rugby Champions Cup – najwyższy poziom międzynarodowych klubowych rozgrywek rugby union w Europie. W obecnej formie turniej organizowany jest od 2014 roku, jako kontynuacja istniejącego w latach 1995–2014 Pucharu Heinekena. W rozgrywkach uczestniczą kluby z krajów grających w Pucharze Sześciu Narodów reprezentujących trzy ligi: Top 14, Premiership oraz United Rugby Championship.

## Historia

### Puchar Heinekena
Rozgrywki zostały zorganizowane z inicjatywy federacji rugby pięciu krajów: Irlandii, Walii, Włoch, Rumunii i Francji, które w tym celu zawiązały organizację European Rugby Cup. W pierwszym sezonie, 1995/1996, wzięło udział 12 drużyn, a zwycięstwo odniósł francuski klub Tuluza. Drużyny rywalizowały początkowo w czterech trzyzespołowych grupach, których zwycięzcy awansowali do półfinałów. W kolejnym sezonie do rozgrywek dołączyły drużyny z Anglii i Szkocji, zabrakło natomiast drużyny rumuńskiej. Liczbę drużyn powiększono do 20 (skład grup zmieniono z 3 na 5 zespołów, a fazę play-off inaugurowano na etapie ćwierćfinałów). W następnym sezonie w fazie grupowej wprowadzono kołowy system gier (każda para drużyn w grupie rozgrywała mecz i rewanż). W sezonie 1998/1999 ponownie nie uczestniczyły drużyny z Anglii (liczba drużyn w rozgrywkach zmniejszyła się do 16).
Od sezonu 1999/2000, gdy powróciły do pucharu drużyny angielskie, format rozgrywek ustalił się na dłuższy czas. Brały w nich udział 24 drużyny, po 6 angielskich i francuskich, 10 z Celtic League (Pro12), zaś zasady kwalifikacji 2 pozostałych były zmienne. W pierwszym etapie drużyny były podzielone na 6 czterozespołowych grup, w których mecze rozgrywano systemem kołowym. W fazie play-off rozpoczynającej się od ćwierćfinałów (do których awansowali zwycięzcy grup i dwie najlepsze drużyny z drugich miejsc) decydował pojedynczy mecz.

### European Rugby Champions Cup
Począwszy od co najmniej 2007 roku pomiędzy federacjami narodowymi a organizatorami krajowych rozgrywek ligowych – angielskiej Premiership i francuskiej Ligue Nationale de Rugby – narastał konflikt. Tamtejsze kluby podnosiły zarzuty o złą dystrybucję zysków i niesprawiedliwy system kwalifikacji. Francuskie kluby kilkakrotnie groziły opuszczeniem rozgrywek, w 2012 roku zapowiadając stworzenie wraz z Anglikami alternatywnych zawodów po sezonie 2013/2014. W efekcie negocjacji prowadzonych pomiędzy udziałowcami prowadzącej Puchar Heinekena spółki European Rugby Cup Ltd. zawarto porozumienie, na mocy którego jego strony powołały nową instytucję European Professional Club Rugby, a Puchar Heinekena został zastąpiony przez European Rugby Champions Cup. Liczbę uczestniczących w nim zespołów ograniczono do 20, zmieniono także reguły kwalifikacji. Wprowadzono zasadę podziału zysku po 1/3 dla klubów z każdej z lig. Porozumienie zawarto na okres co najmniej ośmiu lat.
W rozgrywkach uczestniczyło 20 klubów. Automatyczny awans uzyskiwało 19:
- siedem zespołów z ligi Pro14 (najlepsze kluby z czterech krajów uczestniczących w lidze – Irlandii, Szkocji, Walii i Włoch, oraz trzy kolejne najlepsze kluby)
- sześć najlepszych zespołów z ligi Top 14
- sześć najlepszych zespołów z ligi Premiership

Reguły przyznawania ostatniego, 20 miejsca w rozgrywkach, były zmienne. W sezonie 2017/2018 rywalizację o nie toczyły cztery drużyny (kolejne najlepsze dwie drużyny z Pro14 i po jednej z Top 14 i Premiership).
W fazie grupowej drużyny dzielono na pięć czterozespołowych grup, które grały każdy z każdym po dwa mecze (u siebie i na wyjeździe). Zwycięzcy grup oraz trzy najlepsze drużyny z drugich miejsc awansowały do fazy pucharowej. W niej rozgrywano ćwierćfinały, półfinały i finał (w każdej rundzie po jednym meczu, bez rewanżu).
W 2020 podjęto decyzję o zwiększeniu liczby uczestników do 24 (po ośmiu z każdej ligi) i zmianie formatu.

## Obecny format rozrywek (2021/2022)

### Kwalifikacje
Począwszy od sezonu 2020/2021 w rozgrywkach uczestniczą 24 kluby – po osiem najlepszych klubów z każdej ligi (United Rugby Championship – tu bez uwzględniania zespołów z Południowej Afryki, Top 14 i Premiership). Miejsce ósmej drużyny ze swojej ligi może zająć zwycięzca poprzedniego sezonu European Rugby Challenge Cup, o ile w lidze nie zostanie sklasyfikowany na miejscu dającym mu awans.

### Turniej
Kluby dzieli się na cztery koszyki w zależności od pozycji bądź etapu, na którym zakończyły rozgrywki w swoich ligach. Zwycięzca poprzedniego sezonu Champions Cup, o ile nie znalazł się w czołowej dwójce ligi, zostaje automatycznie przesunięty do pierwszego koszyka. Drużyny są rozlosowywane do dwóch grup po dwanaście zespołów, po trzy z każdego koszyka (przy czym każda z innej ligi). W fazie grupowej każda drużyna rozgrywa cztery mecze z dwoma przeciwnikami z innych lig (drużyna z 1 koszyka z drużynami z 4 koszyka, drużyna z 2 z drużynami z 3, drużyna z 3 z drużynami z 2 i drużyna z 4 z drużynami z 1). Osiem najlepszych drużyn każdej grupy awansuje do fazy pucharowej, trzy kolejne do 1/8 finału równoległych rozgrywek European Rugby Challenge Cup. Faza pucharowa składa się z rozgrywanego w formie dwumeczu 1/8 finału oraz ćwierćfinałów, półfinałów i finału, w których o rozstrzygnięciu decyduje tylko jedno spotkanie.

## Nazwa
Od początku istnienia do reorganizacji w 2014 rozgrywki nosiły nazwę Pucharu Heinekena, która pochodziła od głównego sponsora – holenderskiego koncernu Heineken. W 2014 wprowadzono nazwę European Rugby Champions Cup. W 2018 podpisano nową umowę partnerską z Heinekenem i na kolejne cztery sezony rozgrywki przyjęły komercyjną nazwę Heineken Champions Cup.

## Finały rozgrywek
Lista finałów rozgrywek:
| Sezon                        | Zwycięzca          | Wynik | Finalista          | Data                      | Stadion                             | Publiczność |
| ---------------------------- | ------------------ | ----- | ------------------ | ------------------------- | ----------------------------------- | ----------- |
| Puchar Heinekena             |                    |       |                    |                           |                                     |             |
| 1995/1996                    | Tuluza             | 21:18 | Cardiff            | 7 stycznia 1996(dts)      | Cardiff Arms Park, Cardiff          | 21 800      |
| 1996/1997                    | Brive              | 28:9  | Leicester Tigers   | 25 stycznia 1997(dts)     | Cardiff Arms Park, Cardiff          | 41 664      |
| 1997/1998                    | Bath               | 19:18 | Brive              | 31 stycznia 1998(dts)     | Stade Chaban-Delmas, Bordeaux       | 36 500      |
| 1998/1999                    | Ulster             | 21:6  | Colomiers          | 30 stycznia 1999(dts)     | Lansdowne Road, Dublin              | 49 000      |
| 1999/2000                    | Northampton Saints | 9:8   | Munster            | 27 maja 2000(dts)         | Twickenham, Londyn                  | 68 441      |
| 2000/2001                    | Leicester Tigers   | 34:30 | Stade Français     | 19 maja 2001(dts)         | Parc des Princes, Paryż             | 44 000      |
| 2001/2002                    | Leicester Tigers   | 15:9  | Munster            | 25 maja 2002(dts)         | Millennium Stadium, Cardiff         | 74 000      |
| 2002/2003                    | Tuluza             | 22:17 | Perpignan          | 24 maja 2003(dts)         | Lansdowne Road, Dublin              | 28 600      |
| 2003/2004                    | Wasps              | 27:20 | Tuluza             | 20 maja 2004(dts)         | Twickenham, Londyn                  | 73 057      |
| 2004/2005                    | Tuluza             | 18:12 | Stade Français     | 22 maja 2005(dts)         | Murrayfield, Edynburg               | 51 326      |
| 2005/2006                    | Munster            | 23:19 | Biarritz           | 20 maja 2006(dts)         | Millennium Stadium, Cardiff         | 74 534      |
| 2006/2007                    | Wasps              | 25:9  | Leicester Tigers   | 20 maja 2007(dts)         | Twickenham, Londyn                  | 81 076      |
| 2007/2008                    | Munster            | 16:13 | Tuluza             | 24 maja 2008(dts)         | Millennium Stadium, Cardiff         | 74 500      |
| 2008/2009                    | Leinster           | 19:16 | Leicester Tigers   | 23 maja 2009(dts)         | Murrayfield, Edynburg               | 66 523      |
| 2009/2010                    | Tuluza             | 21:19 | Biarritz           | 22 maja 2010(dts)         | Stade de France, Saint-Denis        | 78 962      |
| 2010/2011                    | Leinster           | 33:22 | Northampton Saints | 21 maja 2011(dts)         | Millennium Stadium, Cardiff         | 72 456      |
| 2011/2012                    | Leinster           | 42:14 | Ulster             | 19 maja 2012(dts)         | Twickenham, Londyn                  | 81 774      |
| 2012/2013                    | Tulon              | 16:15 | Clermont           | 18 maja 2013(dts)         | Aviva Stadium, Dublin               | 50 148      |
| 2013/2014                    | Tulon              | 23:6  | Saracens           | 24 maja 2014(dts)         | Millennium Stadium, Cardiff         | 67 578      |
| European Rugby Champions Cup |                    |       |                    |                           |                                     |             |
| 2014/2015                    | Tulon              | 24:18 | Clermont           | 2 maja 2015(dts)          | Twickenham, Londyn                  | 56 622      |
| 2015/2016                    | Saracens           | 21:9  | Racing 92          | 14 maja 2016(dts)         | Parc Olympique Lyonnais, Lyon       | 58 017      |
| 2016/2017                    | Saracens           | 28:17 | Clermont           | 13 maja 2017(dts)         | Murrayfield, Edynburg               | 55 272      |
| 2017/2018                    | Leinster           | 15:12 | Racing 92          | 12 maja 2018(dts)         | San Mamés, Bilbao                   | 52 282      |
| 2018/2019                    | Saracens           | 20:10 | Leinster           | 11 maja 2019(dts)         | St James’ Park, Newcastle upon Tyne | 51 930      |
| 2019/2020                    | Exeter Chiefs      | 31:27 | Racing 92          | 17 października 2020(dts) | Ashton Gate, Bristol                |             |
| 2020/2021                    | Tuluza             | 22:17 | Stade Rochelais    | 22 maja 2021(dts)         | Twickenham, Londyn                  | 10 000      |
| 2021/2022                    | Stade Rochelais    | 24:21 | Leinster           | 28 maja 2022(dts)         | Stade Vélodrome, Marsylia           | ...         |
| 2022/2023                    | Stade Rochelais    | 27:26 | Leinster           | 20 maja 2023(dts)         | Aviva Stadium, Dublin               | ...         |
| 2023/2024                    | Tuluza             | 31:22 | Leinster           | 25 maja 2024(dts)         | Tottenham Hotspur Stadium, Londyn   | 61 531      |
| 2024/2025                    | Bordeaux Bègles    | 31:22 | Northampton Saints | 24 maja 2025(dts)         | Principality Stadium, Cardiff       | 70 225      |

## Gracze roku
Organizatorzy rozgrywek od 2010 przyznają na zakończenie sezonu tytuł gracza roku. W kolejnych latach otrzymywali go:
- 2010 – Ronan O’Gara (Munster)
- 2011 – Seán O'Brien (Leinster)
- 2012 – Rob Kearney (Leinster)
- 2013 – Jonny Wilkinson (Tulon)
- 2014 – Steffon Armitage (Tulon)
- 2015 – Nick Abendanon (Clermont)
- 2016 – Maro Itoje (Saracens)
- 2017 – Owen Farrell (Saracens)
- 2018 – Leone Nakarawa (Racing 92)
- 2019 – Alex Goode (Saracens)[29]
- 2020 – Sam Simmonds (Exeter Chiefs)[30]
- 2021 – Antoine Dupont (Tuluza)[31]
- 2022 – Josh van der Flier (Leinster)[32]
- 2023 – Grégory Alldritt (La Rochelle)[33]
- 2024 – Antoine Dupont (Tuluza)[34]
- 2025 – Damian Penaud (Bordeaux Bègles)[35]